# Theo Willemze
Theo Willemze (Amsterdam, 18 februari 1931 - Enschede, 6 januari 2025) was een Nederlandse componist, pedagoog en publicist.
Willemze studeerde onder andere aan het Conservatorium van Amsterdam bij Leon Orthel en Hennie Schouten. Tot 1963 was hij docent aan het conservatorium te Utrecht. Daarna doceerde hij tot zijn pensionering theoretische vakken en solfège aan het conservatorium van Enschede. Willemze is vooral bekend door een aantal standaardwerken op het gebied van muziektheorie en muziekgeschiedenis:
- Instrumenten Lexicon
- Muziekinstrumenten
- Het muzikaal gehoor, vorming en ontwikkeling
- Componisten - 1300 componisten van klassieke muziek van A tot Z ISBN 90 274 6845 1
- Muziektermen - termen en technieken van A tot Z ISBN 90 274 6971 7
- Prisma praktisch muziekboek - ISBN 90-274-0760-6
- Beknopte algemene muziekleer, tevens inleiding in de solfège - ISBN 90 274 6292 5
- Algemene muziekleer - ISBN 90-274-1817-9
- Muzieklexicon - ISBN 90-274-4733-0
- Componistenlexicon - ISBN 90-274-8975-0 & ISBN 90-274-8976-9

Ook publiceerde Willemze jarenlang over uiteenlopende muziektheoretische, pedagogische en praktische onderwerpen in diverse vakbladen, waaronder Orgelwereld en Pianowereld.
- International Standard Name Identifier: 0000 0000 2178 9195
- Library of Congress Control Number: n79074469
- Nederlandse Thesaurus van Auteursnamen: 068695373
- Virtual International Authority File: 235929119
- WorldCat: E39PBJwX9FjgwqBYKxgjmwG8md